# Tirania purpurea
Tirania purpurea är en tvåhjärtbladig växtart som beskrevs av Jean Baptiste Louis Pierre. Tirania purpurea ingår i släktet Tirania och familjen Stixaceae. Inga underarter finns listade i Catalogue of Life.